# Cheick Taliby Sylla
Pour les articles homonymes, voir Sylla (homonymie).
Cheick Taliby Sylla est un homme politique guinéen, Ministre de l’Énergie d'octobre 2014 en mai 2020,.

## Parcours professionnel

### Projet du barrage de Kaléta
Entre 2012 et 2015, il dirige le projet de construction du barrage de Kaléta avec 2 500 Guinéens et 850 Chinois travaillant sur ce chantier.